# Diadromus carinifer
Diadromus carinifer là một loài tò vò trong họ Ichneumonidae.